# Jack Buck
Pour les articles homonymes, voir Buck.
John Francis Buck, dit Jack Buck, est un commentateur sportif américain né le 21 août 1924 et mort le 18 juin 2002. Il est célèbre pour avoir été le commentateur, pendant presque 50 ans, des matches de baseball des Cardinals de Saint-Louis. Il a été à plusieurs reprises récompensé pour l'ensemble de son travail, ayant notamment fait son entrée au Temple de la renommée du baseball, au temple de la renommée de la NFL et au temple de la renommée national de la radio (National Radio Hall of Fame).
Né à Holyoke, ville du Massachusetts, Jack Buck a grandi à Cleveland, dans l'Ohio. Après le lycée, il travaille sur des navires de transport qui traversent les Grands Lacs. Il est appelé dans l'Armée américaine en juin 1943, et sera plus tard décoré de la médaille Purple Heart pour son action en son sein. Après s'être libéré de ses obligations militaires en 1946, Jack Buck entre à l'Université d'État de l'Ohio, d'où il sort diplômé en 1950. Il fait ses débuts à la radio en commentant des matches de baseball mineur de clubs affiliés aux Cardinals de Saint-Louis. En 1954, il est promu commentateur sur la station KMOX des Cardinals de Saint-Louis, poste qu'il occupera 47 années. Il était notamment célèbre pour sa phrase rituelle « That's a winner ! » prononcée à chaque victoire des Cardinals.
En plus de son travail pour les Cardinals, Jack Buck a animé et commenté nombres d'événements sportifs nationaux à la radio, parmi lesquels 18 Super Bowls et 11 Séries mondiales. Les événements marquants qu'il a commenté comprennent notamment les fatals coups de circuit d'Ozzie Smith en neuvième manche du 5e match de la Série de championnat de la Ligue nationale de baseball 1985, de Kirk Gibson durant le 1er match de la Série mondiale de 1988, et de Kirby Puckett lors du 6e match de la Série mondiale de 1991. Durant les dernières années de sa vie, Jack Buck s'est également fait connaître pour ses poèmes, et notamment son poème For America écrit peu après les attaques terroristes du 11 septembre 2001.
Son fils, Joe Buck, est également commentateur sportif.

## Sources
- (en) Cet article est partiellement ou en totalité issu de l’article de Wikipédia en anglais intitulé « Jack Buck » (voir la liste des auteurs).